# Heterodera canadensis
Heterodera canadensis é um nematódeo patógeno de plantas.